# 右旗增十一
天鷹座51，又名BD-11 5149，HD 187532、SAO 163036、HR 7553，是天鷹座的一颗恒星，视星等为5.39，位于銀經29.83，銀緯-18，其B1900.0坐标为赤經19h 45m 16.7s，赤緯-11° -18′ 2″。